# Erwin Koch-Raphael
Erwin Koch-Raphael (* 11. Oktober 1949 in Kempen) ist ein deutscher Komponist für Neue (E-)Musik und lebt seit 1982 in Bremen und Bremerhaven.

## Leben
Neben seinem Studium zum Tonmeister absolvierte er ein Kompositionsstudium bei Yun I-sang in Berlin und vertiefte dies im Anschluss daran bei Iannis Xenakis und Franco Donatoni in Paris. 1979 besuchte Koch-Raphael bei einem Studienaufenthalt längere Zeit Südkorea auf Einladung der koreanischen Sektion der ISCM.
Von 1996 bis 2015 lehrte er an der Hochschule für Künste Bremen als Professor für Komposition und Musiktheorie.
Er ist Mitglied und Mitbegründer der 1984 ins Leben gerufenen Bremer Performance-Gruppe ganZeit (bis 1989) und war auch 1990 an der Gründung des Bremer Zentrums für elektroakustische Musik beteiligt. 1990 wirkte er beim Projekt Response in Frankfurt/M. mit dem Ensemble Modern als Dozent mit. Das Zentrum für Kunst und Medientechnologie Karlsruhe (ZKM) vergab 1991 eines der ersten Projektstipendien an Koch-Raphael, der dort am Institut für Musik und Akustik ein Jahr lang arbeitete.
Er ist Träger mehrerer Kompositionspreise, u. a. auch des Bremer Förderpreises für besondere kompositorische Leistungen.
Koch-Raphael hat zusammen mit dem Kulturamt Bremerhaven – erstmals für 2005 – das Projekt ambi initiiert, bei dem Schülerinnen und Schüler mit eigenen kompositorischen Arbeiten an die zeitgenössische Musik herangeführt werden und dies in einem öffentlichen Abschlusskonzert präsentieren.

## Werkverzeichnis

### Opern
- Das Spiel von David und dem König Saul (1978) / 50′/ Libretto nach dem AT von Gert Mattenklott 2-1-1-1 1-1-1-1 Pke, 2-3 Schlgz., Klavier/Celesta, Streicher: 4.4.3.3.1. Gesangssolisten: 1 Koloratursopran, 1 Sopran, 2 Alt, 1 Bariton, 2 Tenöre, 1 Bassbuffo, 1 Bass, 1 Sprecher (Sprechgesang).
- Jabberwhorl Cronstadt (1978) / 50'–90′/ Text: Komponist (nach einer Erzählung von Henry Miller) 3-0-1-1 0-0-4-0, 4 Schlgz., 4-Spur-Tonband, 6 oder 12 Vclli. Gesangssolisten: 1 Koloratursopran, 2 Mezzosopran, 1 Bariton, 3 Schauspielerinnen (od. Sängerinnen), 2 Schauspieler.

### Chorwerke
- L’Horloge (1981) / 8′/ für 12 Stimmen (3-3-3-3), Text: Charles Baudelaire
- Hymnus circa exequias defuncti (1981) / 14′/ 4-stimm. gem. Doppelchor, Text: Prudentius
- Hebe deine Augen auf gegen Mitternacht (1983) / 10′/ Kantate für 8stimm. gem. Chor, Trompete und Orgel, Text: NT
- Liebezeit (1985) / 8′/ 4 Chorstücke nach Gedichten von Heinrich Heine, 4-stimm.gem.Chor
- Für den Frieden (1986) / 15′/ 4-stimm.gem. Chor, Bläserquintett (2-0-2-1)
- STRAD (1989) / 5′/ 4-stimm.gem.Chor, Klavier
- pax/ERASMUS (1989) / 21′/ Text: Erasmus von Rotterdam, Besetzung variabel, Vorschlag: 1-1-2-0 1-1-2-1 Pke., Schlgz., Klavier, Streicher. Obligatorisch sind: Vokalensemble (3-3-3-3), 4-stimm.gem. Chor Instrumentalsolisten (1 Bassflöte, 1 Horn, 1 Tuba, 1 Schlgz., 1 Viol., 1 Kontrabass)
- composition no. 46 (1994) / 23′/ Flöte(n), Solo, 10-stimm.gem. Chor oder Vokalensemble zu 10 Solostimmen (3 Sopran, 3 Alt, 2 Tenor, 2 Bass)
- KASSANDRA-CHÖRE (1997) / 26′/ für 4-stimm.gem. Chor, Schlagzeug, Violine, Klavier und Tonband
- KASSANDRA Skizzen (1997/98) / 55′/ Szenen und Musik für 4-stimm.gem. Chor, Ensemble und Tonband (Fl., Klar., Schlgz., Klavier, Violine, Viola, Violoncello)
- heart.brain.hamlet (2000) / 25′/ Oratorium für 4-stimm.gem. Chor und kl. Orch. (Fl., Ob., Klar., Fg., Trp., Schlgz., Violine, Violoncello)

### Gesang
- NachtStücke (1974) / 7′/ Spr., Gr.Fl. (Picc., Bassfl.), Vcllo, Klavier, Schlgz.
- Und das Leben war das Licht (1981) / 8′/ Spr., Klar., Org. Text: NT
- VERGILIA [eclogae I,II] (1990) / 7′/ Sopran, Violine
- 3 Lieder für Antony nach Worten von Gerd Scherm (1998) / 4′/ für Bariton solo
- composition no. 57: notturno (2000) / 5′/ für Sopran, Tenor und Klavier

### Orchester
- Trollebotn (1974) / 14′/ 3-3-3-3 4-3-3-1 Pke, 2 Schlgz, Harfe, Celesta/Klavier, Streicher
- ...ces fleurs maladives (1976) / 12′/ 3-2-2-2 4-2-3-1 Pke, 3 Schlgz., Harfe, Streicher
- Die große Straße (1976) / 8′/ 4-3-3-3 4-3-4-1 Pke, Schlgz, Harfe, Streicher
- Ode an die Winterkirsche (1977) / 7′/ 3-2-1-2 2-2-0-0 Pke, Schlgz., Harfe, Streicher
- Land der Nacht (1980) / 11′/ 3-3-3-3 4-3-3-1 Pke., Schlgz., Harfe, Klavier, Streicher
- La mer est ton miroir (1981) / 13′/ 3-2-3-3 2-2-2-1 Pke., Schlgz., Harfe, Celesta, Streicher
- Eine kleine Fantasie über Gershwin (1985) / 2′/ 3(Picc.)-2-3(Bk)-2 3-2-1-1 Pke., 2 Schlgz., Celesta, Streicher
- Figura con variazioni (1985) / 12′/ 1-1-1-1 2-0-0-0 Schlgz., Streicher

### Instrumentalkonzerte
- Konzert für Violoncello und großes Orchester (1977) / 28′/ 3-2-3-3 2-2-2-1 Pke, Schlgz., Harfe, Celesta, Streicher. Solovioloncello
- Abschied von den Farben der Nacht (1985) / 14′/ 3(Picc.)-3(EH)-3(Bk)-3(Kfg) 4-3-3-1 Pke., 2 Schlgz., Streicher. Solovioloncello.
- Konzert für Klavier und Orchester Nr.1 (1987) / 31′/ 3-3-3-3 4-3-3-1 Pke, 3 Schlgz., Celesta, Streicher. Soloklavier. UA Catherine Vickers, Klavier, Bremen
- composition no. 39 (1988) / 23′/ Soloflöte (Picc., Gr.Fl., Altfl., Bassfl.), Ob., Basskl., Fg., Trp., Pos., Klavier, Schlgz., Streichquintett.
- composition no. 55: concertino (2000) / 21′/ Solo-Violine, Fl., Klar., Schlgz., Pno, Viol., Vla., Vcllo.
- composition no. 59: El sueño del caballero (2004) / 21′/ Sinfonisches Konzert für Flöte, Pauke und großes Orchester

### Ensemble- & Kammermusik
- Los Caprichos (1975) / 17′/ Streichquartett
- Schottisches Trio 1. Teil (1978) / 6′/ Fl.,Vcllo.,Pno.
- Jahreszeiten (1979) / 9′/ Ob., Klar., Fg.
- Auf der anderen Seite des Flusses (1979) / 11′/ 6 Flöten oder 6 Violinen
- Let us bury the hunters (1979) / 16′/ Flöte, Klarinette, Horn, Klavier
- Oktett Auf den weißen Flügeln des Todes (1980) / 16′/ Klar., Fg., Hrn., Streichquintett
- Scitote, quia prope est (1980) / 11′/ Klar., Viol., Vcllo, Schlgz.
- Divertimento (1982) / 6′/ Viol., Vla., Vcllo
- Fleurs étranges (1984) / 7′/ Akkordeon, Klavier
- Kalte Zeiten (1984) / 9′/ 1 (Picc.)-1-2(Bk.)-2 (Kfg.) 2-1-1-1 Pke, Schlgz., Klavier/Celesta, Streicher
- Petites aventures au bord de la mer (1984) / 15′/ 1(Picc.)-1-1(Bk)-1 Kfg 1-0-0-0 Streichquintett
- composition no. 39 (1988) / 23′/ Soloflöte (Picc., Gr.Fl., Altfl., Bassfl.), Ob., Basskl., Fg., Trp., Pos., Klavier, Schlgz., Streichquintett.
- composition no.40 (1989) / 12′ / Gitarre, Viola, Flöte(n)
- composition no. 41 (1990) / 7′/ 2. Streichquartett
- STYX (1990) / 9′/ Gitarre, Viola, Flöte
- composition no. 42 (1991) / 8′/ Klarinette (A), Violoncello, Klavier
- composition no. 43 (1992) / 23′/ 0-0-1(BK)-0 0-0-0-0 Schlgz Pno 1-1-1-1
- composition no. 44 (1993) / 20′/ Bassflöte, Viola, Gitarre
- composition no. 45 (1993) / 10′45′′ / Flöte(n), Violoncello, Gitarre, Schlagzeug
- composition no. 47 (1993) / 10′40′′ / Violine, Viola, Violoncello
- composition No. 48 (1995) / 12′/ 2 B-Klar., 1 Bassetthorn in F (u.B-Klar.), 1 Bassklar. in B (u. B-Klar.)
- Engel der Zeit (1995) / 12′/ 1 Klarinettenspieler (Kontrabassklarinette in B, Bassetthorn in F, Bassklarinette in B, normale Klarinette in B), Violine, Violoncello, Klavier. Alternativ auch nur mit normaler Klarinette in B und Bassklarinette in B.
- Bändigung (1995) / 15′/ Bassflöte, Schlagzeug
- composition no. 50 (1995) / 11′03′′ / Violine, Viola, Violoncello
- composition no. 49a: ... notre dame Machaut (1996) / 12’ / Flöte(n), Violoncello, Gitarre, Schlagzeug
- composition no. 49b: ... notre pére Ubu (1996) / 12’ / Flöte(n), Schlagzeug, Tape (DAT)
- composition no. 51a: ... Rossinis Nachtfalter (1996) / 10′26′′ / Duo für Violoncello und Kontrabass
- ZwischenRaum A (1996) / 16′/ Duo für Gitarre und Violoncello
- composition no. 53: suite concertante (1998) / 32′/ für Flöte, Klarinette, Klavier, Violine, Viola, Violoncello, Schlagzeug
- composition no. 54: Zettels Traum (1998) / 16′/ Flötenquintett
- composition no. 56 (1999/2000) / 11′/ Duo für Blockflöte(n) und Querflöte(n)
- FOR EVE R. op. 21,13 (1999) / 0.36′ / Streichquartett
- Duo für Flöte und Oboe (2000) / 2′/ Flöte und Oboe
- composition no. 60 (shôgo/noonday) (2005) / 12′/ Koto und Renaissanceblockflöte
- composition no. 61 (commedia humana) (2006) / 7′/ Bläserquintett (Fl. (auch Picc), Ob., Klar.,Hrn, Fg)
- composition no. 62 (Tucana) (2007) / 12′/ Oktett Gr.Fl. (auch Picc., Altfl.), Ob., Klar.(B), Fg, Streichquartett)
- composition no. 63 (the ruins of love) (2007) / 7′/ ...quasi una sonata (Violoncello, Klavier)
- composition no. 64 (seasons) (2008) / 11′/ (Violine, Violoncello, Klavier)

### Instrumental-Soli
- Drei Aquarelle (1973) / 5′/ Orgel
- Spuren (1975) / 6′/ Posaune
- The mirror of love (1977) / 6′/ Violoncello
- Sechs KlavierSpiele für Kinder (1978) / 8′/ Klavier
- Sekitei (1979) / 12′/ Violine
- Alas, my love (1981) / 16′/ Akkordeon
- Septembertage (1983) / 40′/ 24 Toccaten und lyrische Stücke für Klavier
- grenzRaum 1 (1993) / 11′/ Bassflöte
- grenzRaum 2 (1993) / 11′/ Gitarre
- grenzZeit 1 (1993) / 11′/ Großbassblockflöte
- grenzZeit 2 (1993) / 11′/ Viola od. Violine
- basalt (1993) / 18′/ 4 Solostücke für Flöten (Gr. Fl., Picc., Altfl., Bassfl.)
- JUDO (1996) / 1′bis 120′/ für Klavier und Saitenklang (Klavierstück für Kinder)
- composition no. 52 (1996) / ca. 21′/ Klarinette (B)
- petri carmen (2000) / 0.55′/ Sopranblockflöte
- Hamlet attacks (2000) / 2′/ Gr. Flöte (C)
- For C (2002) / 6.10’ / composition no. 58, Gr. Flöte (C)
- ant (2003) / 2.10’ / Bassflöte (C)
- Himiko schläft (2005) / 4.00’ / Violoncello solo

### Elektroakustische Kunst
- Aristoteles schläft (1975) / 8′/ 4-Spur-Tonband
- Das Antlitz des Wals (1977) / 8′/ 4-Spur-Tonband, Film von Michael C. Glasmeier
- to open ears (1991/92) / 13′/ 1 NeXT-Computer, 4 DAT-Recorder, 1 Violoncello oder 1 Bassklarinette

### Theater, Performance, Projekte
- Engel der Zeit (1995) / 100′/ Ein Theaterkonzert für 1 Soloklarinette (auch Basskl.), Violine, Violoncello, Klavier, 1 Schauspielerin, 1 Schauspieler.
- Lichthaus Passagen (1996/97) / 196′/ Möglichkeitsfelder im analytischen Raum in 4 Phasen. Konzertante Raum-Klang-Installation in Verbindung mit composition no. 52.